# Domnitor
1862–1881
Entités précédentes :
- Principautés danubiennes

Entités suivantes :
- Principauté de Roumanie

Domnitor (au pluriel, en roumain, domnitori) était le titre officiel du dirigeant des Principautés unies de Moldavie et de Valachie entre 1862 et 1881. Il est habituellement traduit par « prince » ou « grand-duc » dans les autres langues. Provenant du mot roumain domn signifiant « seigneur » ou « dirigeant », lui-même provenant du bas-latin Dominus, Domnitor était en usage depuis le Moyen Âge. Les dirigeants moldaves et valaques pouvaient être appelés Domnitor, bien que leur titre officiel était Voïvode ou bien Hospodar.
Ce titre est officialisé en 1862 après l'unification des principautés de Moldavie et de Valachie sous le règne d'Alexandru Ioan Ier. Il fut porté également par son successeur, Carol Ier, jusqu'à la proclamation du Royaume de Roumanie en 1881.

## Liste des domnitors des Principautés unies de Roumanie (1862 - 1881)
| Rang | Portrait | Nom                                           | Règne                            | Dynastie                 | Notes |
| ---- | -------- | --------------------------------------------- | -------------------------------- | ------------------------ | ----- |
| 1    |          | Alexandru Ioan Ier 20 mars 1820 - 15 mai 1873 | 5 février 1862 - 22 février 1866 | Cuza                     |       |
| 2    |          | Carol Ier 20 avril 1839 - 10 octobre 1914     | 20 avril 1866 - 15 mars 1881     | Hohenzollern-Sigmaringen |       |